# Henrik Kalocsai
Henrik Kalocsai (* 28. November 1940 in Budapest; † 22. Mai 2012 ebenda) war ein ungarischer Leichtathlet. Er gewann im Dreisprung eine Bronzemedaille bei Europameisterschaften.

## Sportliche Laufbahn
Der 1,91 Meter große Henrik Kalocsai startete für Honvéd Budapest. Von 1960 bis 1973 gewann er elf ungarische Meistertitel im Weitsprung und acht Meistertitel im Dreisprung. Ungarische Hallenmeisterschaften wurden 1974 erstmals ausgetragen. Kalocsai war der erste Titelträger im Weitsprung. Im Weitsprung stellte er seine persönliche Bestleistung von 7,86 Meter am 1. Juli 1970 in Helsinki auf. Im Dreisprung erreichte er am 18. Juni 1967 in Budapest 16,73 Meter.
Bei den Europameisterschaften 1962 in Belgrad trat Kalocsai im Weitsprung an. Mit 7,66 Meter belegte er den sechsten Platz. Zwei Jahre später bei den Olympischen Spielen in Tokio belegte Kalocsai im Dreisprung mit 15,53 Meter den 19. Platz in der Qualifikation. Zwei Tage später trat er auch im Weitsprung an und schied als 28. mit 6,99 Meter aus.
1965 bei der Universiade in Budapest lagen die ersten drei Athleten im Dreisprung nur einen Zentimeter auseinander, Kalocsai gewann den Titel mit 16,36 Meter. 1966 fanden in Dortmund die Europäischen Hallenspiele statt, die Vorgängerveranstaltung der Halleneuropameisterschaften. Kalocsai wurde mit 15,84 Meter Sechster im Dreisprung. Im Sommer bei den Europameisterschaften 1966 in Budapest erreichte Kalocsai in der Dreisprung-Qualifikation 16,28 Meter. Im Finale verbesserte er den ungarischen Landesrekord auf 16,59 Meter. Hinter dem Bulgaren Georgi Stojkowski und Hans-Jürgen Rückborn aus der DDR gewann Kalocsai damit die Bronzemedaille mit zwei Zentimetern Vorsprung auf den Polen Jan Jaskólski. Der zweite Ungar Zoltán Cziffra wurde 14. 1967 bei den Europäischen Hallenspielen in Prag siegte Petr Nemšovský aus der Tschechoslowakei mit 16,57 Meter vor Kalocsai mit 16,45 Meter. 1968 trat Kalocsai auch bei den Olympischen Spielen in Mexiko-Stadt nur im Dreisprung an. Er erreichte das Finale mit 16,16 Meter und wurde dann Zehnter mit 16,45 Meter.
Bei den Europameisterschaften 1969 in Athen sprang Kalocsai 15,79 Meter und wurde Zehnter, sein Landsmann Zoltán Cziffra gewann die Silbermedaille. 1970 fanden in Wien die ersten Halleneuropameisterschaften statt. Kalocsai wurde mit 7,76 Meter Sechster im Weitsprung. 1971 trat Kalocsai sowohl bei den Halleneuropameisterschaften in Sofia als auch bei den Freilufteuropameisterschaften in Helsinki im Weitsprung und im Dreisprung an, konnte sich aber jeweils nicht im Vorderfeld platzieren.